# Operacja San Antonio
Operacja San Antonio – nazwa szeregu ataków powietrznych USAAF przeprowadzanych podczas II wojny światowej. Do ataków były wykorzystywane bombowce B-29, które startowały z lotnisk wojskowych na Guam a następnie bombardowały cele w rejonie Tokio.
San Antonio 1 rozpoczęła się 24 listopada 1944 i była pierwszym atakiem B-29 na Tokio. Spośród 110 bombowców, które opuściły bazę, 17 musiało przerwać lot z przyczyn technicznych, a tylko 24 maszyny dotarły to tokijskiej fabryki samolotów Musashino, niszcząc fabrykę.